# Alexis Leontiev
Pour les articles homonymes, voir Leontiev.
 (septembre 2020).
Alexis Nikolaïevitch Leontiev (en russe : Алексей Николаевич Леонтьев ; 1903-1979) est un psychologue soviétique, spécialiste de la psychologie du développement.

## Biographie
Il collabore avec Lev Vygotski et Alexandre Louria à l'université de Moscou à partir de 1924 pour élaborer une psychologie marxiste comme alternative au comportementalisme. En 1931, il est affecté à l'université de pédagogie de Kharkov où il forme des émules reconnus comme l'« école de Kharkov » en psychologie. Il continue de travailler avec Vygotski bien qu'un désaccord les ait brouillé un temps, ce dernier poursuivant ses travaux sur l'organisation de la conscience humaine tandis que Leontiev met l'accent sur l'activité externe. L'école de Kharkov poursuivra cependant l'orientation de Vygotski de l'approche culturelle historique.
Alexis Leontiev revient enseigner à Moscou à partir de 1941. Il y est titulaire de la chaire de psychologie de la faculté de philosophie en 1945. Il obtient le prix Lénine en 1963, pour son ouvrage Le développement du psychisme.
Dans le milieu des années 1950, il entreprend avec Louria la tache importante de faire reconnaître l’œuvre de Vygostki, mise à mal par l'influence de Pavlov dominant l'U.R.S.S. et, dans la psychologie mondiale, les milieux béhavioriste qu'elle influençait à cette époque. Il s'y atèle, en France, avec Henri Wallon et René Zazzo qui auront peu de succès. Il invite à Moscou des psychologues de langue française en 1955, parmi lesquels Jean Piaget. À cette occasion, il est surprenant que la mésentente de jeunesse avec Vygostki n'ait pas été abordée.
En 1962, A. Leontiev a à Paris une rencontre sans lendemain avec Jacques Lacan qui espérait faire connaître la psychanalyse en Union Soviétique.
Après l'avoir créée, Leontiev devient doyen de la faculté de psychologie de Moscou en 1966 et membre de l’Académie des Sciences Pédagogiques de l'U.R.S.S. en 1968, année où l'université de Paris l'honore du titre de docteur honoris causa. Il est président du congrès international de psychologie de Moscou en 1971. En 1973, l'académie des sciences de Hongrie l'honore à son tour du titre de docteur honoris causa. Il travaille les années suivantes à l'université de Moscou. Il décède d'une crise cardiaque en 1979.

## Psychologie
Il entreprend ses premiers travaux sous la direction de Lev Vygotski, sur le développement ontogénétique du psychisme, dans le cadre du programme d'investigation culturelle historique. Leurs recherches se tournaient sur l'exploration des phénomènes médiatisés par la culture. Il est le fondateur de la théorie de l'activité et de la théorie du reflet psychique qu'il étudie à Kharkov en 1932.
Pour Leontiev, l'activité est un processus qui se concrétise dans la vie réelle des individus, au sein du monde objectif qui les entoure. L'homme est un être social dans toute la variété et richesse de ses formes (Leontiev 1977). Le cœur du travail de Leontiev soutient qu'il est possible d'examiner les processus humains depuis trois niveaux d'analyses. Le plus élevé, le plus global, est celui qui affirme que les activités et les motivations orientent l'activité de l'homme. Au milieu intermédiaire, se trouvent les actions et leur contexte associés, et au niveau le plus bas, se trouve l'analyse des opérations qui servent de médiateurs pour atteindre les objectifs de niveau supérieur.
Par ailleurs, les archives d'Alexis Leontiev  ont été rendues disponibles pour les chercheurs européens permettant ainsi l'analyse de l’École soviétique de psychologie.
Lev Semionovitch Vygotski, Alexis Leontiev et Alexandre Louria sont considérés comme les fondateurs de l'École historico-culturelle en psychologie.

## Publications
Les informations non référencées aux éditeurs proviennent de l'hommage de René Zazzo à A. Leontiev.
- Le développement de la mémoire, 1931.
- L'étude du mouvement, 1945.
- Le développement du psychisme, Paris, Éditions sociales, collection Ouvertures, 1947, 1976 pour la version française.  (ISBN 2-209-05205-X)
- Psychologie de l'enfant, 1950.
- Les problèmes de l'évolution du psychisme, 1951.
- Le développement du psychisme, 1959 éditions de l'université de Moscou.
- Éducation et développement psychique, Paris, in recherches internationales à la lumière du marxisme N°28: l'éducation, traduit par Francis Cohen, pages 3 à 33, 1961.
- Le cerveau de l’homme et les processus psychiques, 1963.
- Besoins, motivations, émotions, 1971.
- Activité, conscience, personnalité, Moscou, Editions du Progrès, 1975, 1984 pour la version française.